# Németh István Péter
Németh István, írói nevén Németh István Péter (Tapolca, 1960. március 8. –) költő-irodalomtörténész, magyar nyelv és irodalom-, valamint HR-szakos előadó, könyvtáros tanár.
„Csendben alkotó, intim lírai alkat, ritka egyéniség a mai csúnya, könyöklő világban”. (Toldi Éva)

## Életrajz
Iskoláit szülővárosában, a mai Bárdos Lajos Általános Iskola falai között, majd Pápán, a Türr István Gimnáziumban végezte; egyetemi diplomáját pedig az ELTE Bölcsészettudományi Karán szerezte, magyar–könyvtár szakos „Eötvös-kollegistaként”. A Debreceni Agrártudományi Egyetem hallgatója is volt, másoddiplomáját humán-menedzser – vagyis emberi erőforrás – szakon szerezte meg.
1985-től 1992-ig a balatonfüredi Lóczy Lajos Gimnáziumban tanított. A vörösberényi és balatonboglári Balaton Akadémia megnyitása óta az intézmény munkatársa volt, 1993-tól 2000 májusáig. A füredi gimnáziumban könyvtáros tanár volt egy újabb tanévre, majd 2001 augusztusától 2003 januárjáig a zánkai Egry József Idegenforgalmi Szakközépiskola, később a Szász Márton Szakiskola tanára Diszelben. Ma a tapolcai Városi Könyvtárban, az Iskolamúzeumban dolgozik.
Valamennyi munkahelyén vagy kollégiumi szállásán szakköröket és önképzőköröket vezetett. Tanított műalkotás-elemzést, filozófiát, filmesztétikát és társadalomismeretet is, valamint szakszerű órahelyettesítésként minősültek zenetörténeti órái is. Komplex esztétikával foglalkozik, tanításai során a testvérmúzsákat, a társművészeteket együtt is megismertette diákjaival. Diákotthonokban már pályakezdése óta vállalt felügyeletet.
Az 1990-es évek első felében a Megyei Pedagógiai Intézet Megyei pedagógiai Körkép című folyóiratánál tagja volt a szerkesztőbizottságnak. Tudományos ismeretterjesztői előadásai nem csupán Veszprém megyére korlátozódnak. Járt többek között Görögországban, Olaszországban, Németországban, valamint az összes környező országban.
Németh István Péter dédapja Biró Gyula kútásó mester, aki a Tapolcai Tavasbarlangot egy kútásás során felfedezte Tóth Pál pékmester akkori telkén, 1903-ban.

## Könyvek, verses irkák
- Virágnyi világvég (versek, Budapest, 1987)
- A szerepek hűsége (irodalmi tanulmányok, Veszprém, 1989)
- Utak szeptembere (versek, Budapest, 1990)
- Batsányiné Baumberg Gabriella versei (műfordítások, Tapolca, 1992)
- …a természet örömkönnye (balatoni antológia, Vörösberény, 1993)
- Koncz István Magamnak mondom című válogatott verseskötete (szerkesztő s gondozta – Tapolca, 1995)
- Origósdi (mesék – Kamarás Istvánnal közösen – Tapolca, 1996)
- Angyalvihánc Manophülében (gyermekversek, Tapolca, 1996)
- Égi tetszésre – idelenn (a Balaton Akadémia könyvsorozatának repertóriuma, Vörösberény, 1996)
- Heine-daloskönyv (Tapolca, 1997)
- A boglári parton Adalékok Balatonboglár irodalom és művelődéstörténetéhez. Balaton Akadémia könyvek (szerkesztő – 1998)
- Borággal áldlak – magyar bordaloskönyv – Balaton Akadémia könyvek (szerkesztő – 1999)
- Pannónia dicsérete – előadások a II. magyar írók, műfordítók világtalálkozóján Balaton Akadémia könyvek (szerkesztő – 1999)
- Kamarás István: Világverseny a berekben Németh István Péter verseivel (Cicero Könyvkiadó, 1999)
- Herbert Zinkl: Esőének (műfordítások, Balatonfüred, 1999)
- Koldus és királyfi (meseopera-librettó, Balatonfüred, 2000)
- 100 vers (versek, Tapolca, 2000)
- Kihullt lapok egy naplóból (naplók, följegyzések, Baláca Könyvek, Veszprém, 2000)
- Rilke-képeskönyv (műfordítások, Balatonfüred, 2000)
- Gyöngytár és teklatéka (versek, Tapolca, 2001)
- Egry ragyogása (versantológia a magyar költők Egry Józsefhez írott verseiből, Balatonőszöd, 2001)
- Karácsonyi irka (versek és műfordítások, Zánka, 2001)
- Janus-irka. Janus Pannonius félszáz epigrammája Németh István Péter fordításában; szerzői, Zánka, 2002
- "Kalitkám is madár". Czigány György költészete; Hungarovox, Bp., 2006
- Kertbelátó. Versek és műfordítások; magánkiadás, Tapolca, 2006
- Tündéres Badacsony. 40 képeslap; Balaton Akadémia, Keszthely, 2006
- Nipponi irka. Versek és műfordítások; szerzői, Tapolca, 2006
- 100 szerelmes vers; Máskor, Bp., 2007 (Más kor könyvek)
- Arácsi Anakreon. Bordaloskönyv; Napkút, Bp., 2007 (Káva téka)
- Kalauz az Aranyhídra. Olvasónapló Lipták Gábor könyvéhez; Balatonfüred Városért Közalapítvány, Balatonfüred, 2007 (Balatonfüred Városért Közalapítvány kiadványai)
- Kettős szivárvány, avagy A Poeta doctus és a Piktor. Adalékok Keresztury Dezső és Egry József barátságához; Balaton Akadémia, Keszthely, 2007 (Balaton Akadémia könyvek)
- Öleljen föld, víz s ég! Balatoni irka Nagy Gáspár emlékének; szerzői, Tapolca, 2007
- Rácegresi Illyés-betlehemes; szerzői, Tapolca, 2007
- Ádventi irka / Lieblingsgedichte; németre ford. Németh István Péter; Visual.hu Kft., Tapolca, 2008
- Csokonai irka, avagy Az ötödik évszak felé; magánkiadás, Tapolca, 2008
- Arborétumi betlehemes. Új versek és műfordítások; Visual.hu Kft., Tapolca, 2009
- Keresztút. Pierre Emmanuel emlékére; Németh I. P., Tapolca, 2009
- Siratódal. Szabó István emlékkönyv; szerk. Németh István Péter; Balaton Akadémia, Keszthely, 2009 (Balaton Akadémia könyvek)
- Csobánci rekviem. Versek az elmúlt 10 esztendőből; Balaton Akadémia, Keszthely, 2010 (Balaton Akadémia könyvek)
- Kéklő dunántúli irka; Visual.hu Kft., Tapolca, 2010
- Mária, aranyház; Balaton Akadémia, Keszthely, 2011 (Balaton Akadémia könyvek)
- A tapolcai kistérség kistükre; Balaton Akadémia, Keszthely, 2011 (Balaton Akadémia könyvek)
- Hortulus noster. 88 strófa egy kertecskéből; Visual.hu Kft., Tapolca, 2012
- Kerék Imre–Németh István Péter: Négykezes avagy Ugyanazon költemények poétai fordításai dunántúli klavírra; Visual.hu Kft., Tapolca, 2012
- A tapolcai Malom-tó. Esszék, képek, irodalmi jegyzetek; Balaton Akadémia, Keszthely, 2012 (Balaton Akadémia könyvek)
- Átkulcsolt térddel. Válogatott versek; Stádium, Bp., 2013
- Németh Anna képeskönyve; Visual.hu Kft., Balatonfüred–Tapolca, 2013
- Velencére visszagondolás. Versek, festmények, szobrok és Gí fotói; Stádium, Bp., 2015
- 21 hurok. Németh István Péter versei T. Szabó László frottázsaira; Balatonfűzfő, Tapolca, 2018
- Orfeusz Pannoniában. Írások Papp Árpádról; Berzsenyi, Kaposvár, 2020
- Vaslármából fuvolaszó. Írások Vasadi Péterről; Cédrus Művészeti Alapítvány, Bp., 2021
- A szív mindig hazatalál. írások Simon István költészetéről; Magyar Nyugat, Szombathely, 2022
- A völgy költője. Régi és új írások Bodosi Györgyről; Balaton Akadémia, Keszthely, 2022 (Balaton Akadémia könyvek)
- Petőfi közelében; Balaton Akadémia, Keszthely, 2023 (Balaton Akadémia könyvek)
- Irodalmi pipatórium; Diszel–Első Magyar Látványtár, Budapest, 2023
- Egy florista följegyzései; Goldmark Károly Művelődési Központ és Könyvtár, Keszthely, 2024
- Szőlőhegyi évszakok gazdája. Írások Kiss Benedek költészetéről; Réthey-Prikkel Miklós, Akasztó, 2023 (Kiskun Helikon)
- Mosolyodba takarózva. Háromszáz haiku; Cédrus Művészeti Alapítvány, Bp., 2024

## DVD-k
- Öleljen Föld, víz s ég! (balatoni irka Nagy Gáspár emlékének, 2007)
- Megtaláljon a Karácsony! (karácsonyi versek orgonás zenei aláfestéssel, 2007)
- Húsvéti oratórium (húsvéti verses DVD, 2008)
- Angyalvihánc Manophülében (gyermekversek, 2008)

A költő verses DVD-it honlapjának rendszergazdája, dr. Sikos László készíti.

## Elismerések
- Egry József országos pályázat, II. hely – Badacsony, 1976
- Egry József országos pályázat, I. hely – Badacsony, 1977
- Baraxa-Soós Alapítvány díja, 1985
- FMK országos versíró pályázat, Bp., I. hely
- Borsod-Abaúj-Zemplén megyei jubileumi irodalmi pályázat, Miskolc, 1987, III. hely
- IRAT irodalmi nívódíj első verses kötetéért, Bp., 1989
- Pedagógusként végzett önképzéséért Fonay-díj, Veszprém, 1990
- Az Élet és Irodalom bordalversenye, III. díj, Budapest, 1992
- Salvatore Quasimodo költői verseny, különdíj, Balatonfüred, 1994
- Salvatore Quasimodo költői versenyben a legjobb 12 között, 1998
- Országos Illyés Gyula-pályázat a költő születése 100. évfordulóján. Magyar Kultúra Háza, Bp., Corvin tér. Tanulmánya a legjobb 10 között, a Móricz Zsigmond Társaság különdíja, 2002
- A „Tapolca városért” kitüntetettje, 2001
- Búvópatak-díj, Kaposvár, 2010[3]
- Az Erkel Ferenc-pályázat győztese vers kategóriában, 2010

## Fontosabb referenciák
- Toldi Éva. „Lurkós líra, mackós poézis”, Napló , 1991. március 8.. [2010. június 16-i dátummal az eredetiből archiválva] (Hozzáférés: 2010. július 28.)
- Tarján Tamás. „Németh István Péter - Költészet napi Könyvszemle”, Népszabadság , 1988. március 19.. [2010. június 16-i dátummal az eredetiből archiválva] (Hozzáférés: 2010. július 28.)
- Kerék Imre. „Németh István Péter: Gyöngytár és teklatéka”. [2010. június 16-i dátummal az eredetiből archiválva] (Hozzáférés: 2010. július 28.)
- Dr. Szabó T. Attila. Gondolatok Németh István Péter Mit hoztál – Tűnődések a tájhazáról című könyvének olvasása közben. Új Horizont Kiadó (2003)
- Toldi Éva. „Remény, kézírásban”, Veszprém Megyei Napló , 2009. február 13., 7. oldal. [2010. június 16-i dátummal az eredetiből archiválva] (Hozzáférés: 2010. július 28.)
- Húsvétra várva. Németh István Péter irodalmi munkáinak fogadtatása; szerk. Buzás Szilvia; Szám Stúdió, Tapolca, 2010

A sajtóban megjelenő referenciákon túl számos hivatkozás jelenik meg a költőről és munkáiról az interneten is (pl. Arácsi anakreon, Balatoni haikuk, A műfordítás fényűzése).

## Médiaszereplések
- Szijártó J. „Visszahúzódni jött ide. Rubin Szilárd író a tapolcai költő szemével.”, Veszprém Megyei NAPLÓ , 2010. április 22.
- Meiszterics E. „Hazalátogatott Háromfára Kerék Imre költő.”, Somogyi Hírlap , 2010. május 18.